# Elite Women’s Hockey League 2008/09
Die Saison 2008/09 war die fünfte Spielzeit der Elite Women’s Hockey League, einer Fraueneishockeyliga. Im fünften Jahr ihres Bestehens nahmen insgesamt neun Mannschaften aus Österreich, Italien, Slowenien, Kroatien, Tschechien, Deutschland und der Slowakei teil. Der fünfte Meister der Liga wurde erneut der HC Slavia Prag, der den Titelgewinn des Vorjahres wiederholte.
Nachdem die ersten Spiele der Saison absolviert waren, musste sich Agordo Hockey aus Italien aus der Liga zurückziehen, da der Hauptsponsor seine Zusagen nicht einhalten konnte. Darüber hinaus bildeten die beiden Wiener Klubs die Spielgemeinschaft SG Sabres/Flyers United. Mit dem OSC Berlin und dem ESC Planegg/Würmtal nahmen erstmals zwei deutsche Teilnehmer am Wettbewerb teil. Eine Mannschaft aus Ungarn verzichtete erstmals seit der Ligagründung auf eine Teilnahme.

## Modus
Die letztlich acht Teilnehmer spielten in einer Doppelrunde im Ligasystem die Plätze aus, sodass jede Mannschaft 14 Partien austrug. Die Mannschaft mit den meisten Punkten gewann am Ende den Titel. Für einen Sieg erhielt eine Mannschaft drei Punkte, bei einem Sieg nach Verlängerung zwei Punkte. Die unterlegene Mannschaft erhielt nach der regulären Spielzeit keine Punkte, bei einer Niederlage nach Verlängerung jedoch einen Punkt.

## Abschlusstabelle
| Pl. | Mannschaft                   | Land        | Sp | S  | OTS | OTN | N  | Tore   | Punkte |
| 1.  | HC Slavia Prag               | Tschechien  | 14 | 11 | 0   | 0   | 3  | 84: 27 | 33     |
| 2.  | OSC Berlin                   | Deutschland | 14 | 10 | 0   | 0   | 4  | 65: 32 | 30     |
| 3.  | ESC Planegg/Würmtal          | Deutschland | 14 | 8  | 1   | 1   | 4  | 66: 34 | 27     |
| 4.  | EC The Ravens Salzburg       | Osterreich  | 14 | 7  | 2   | 1   | 4  | 63: 49 | 26     |
| 5.  | HDK Maribor                  | Slowenien   | 14 | 7  | 0   | 1   | 6  | 51: 54 | 22     |
| 6.  | HC Slovan Bratislava         | Slowakei    | 14 | 5  | 1   | 1   | 7  | 53: 46 | 18     |
| 7.  | SG Sabres/Flyers United Wien | Osterreich  | 14 | 4  | 0   | 0   | 10 | 43: 52 | 12     |
| 8.  | KHL Grič Zagreb              | Kroatien    | 14 | 0  | 0   | 0   | 14 | 06:137 | 0      |
| 9.  | Agordo Hockey                | Italien     | –  | –  | –   | –   | –  | 0–: 0– | –      |

## Beste Scorerinnen
Abkürzungen: Sp = Spiele, T = Tore, V = Vorlagen; Fett: Saisonbestwert
| Spieler                 | Team            | Sp | T  | V  | Punkte |
| ----------------------- | --------------- | -- | -- | -- | ------ |
| Pia Pren                | Maribor         | 14 | 9  | 20 | 29     |
| Stacey McConnell        | Maribor         | 14 | 22 | 6  | 28     |
| Jasmina Rošar           | Maribor         | 13 | 14 | 13 | 27     |
| Marie-Hélène Desrosiers | Salzburg        | 14 | 13 | 14 | 27     |
| Jeni Creary             | Prag            | 8  | 17 | 9  | 26     |
| Lisa Schuster           | Salzburg        | 14 | 20 | 3  | 23     |
| Manuela Anwander        | Planegg/Würmtal | 11 | 16 | 6  | 22     |
| Jackie Friesen          | Prag            | 9  | 9  | 13 | 22     |
| Esther Kantor           | Wien            | 14 | 12 | 9  | 21     |
| Anja Scheytt            | Berlin          | 11 | 11 | 9  | 20     |

## Meisterkader
| Meister der EWHL HC Slavia Prag | Torhüter: Kateřina Bečevová, Petra Smardova Abwehr: Chelsa Heywood, Pavlina Horalková, Iva Jandiková, Michaela Novaková, Barbora Pekarková, Andrea Peluchova, Arielle Schade, Martina Veličková, Petra Vojtěchová, Petra Zelenková Angriff: Jenifer Creary, Petra Danková, Andrea Fialová, Jackie Friesen, Eva Holešová, Denisa Křížová, Miroslava Kroutilová, Lucie Manhartová, Sonja Novakovv, Věra Pančáková, Tereza Šťastná, Simona Studentová Trainer: Karel Manhart, Zdeněk Šťastný |